# Watsonia zeyheri
Watsonia zeyheri är en irisväxtart som beskrevs av Harriet Margaret Louisa Bolus. Watsonia zeyheri ingår i släktet Watsonia och familjen irisväxter. Inga underarter finns listade i Catalogue of Life.